# Кипр в Средние века

## Первый Византийский период
После распада Римской империи на восточную и Западную, Кипр оказался под властью Византии. Города Кипра были уничтожены двумя последовательными землетрясениями в 332 и 342 годах н. э., это ознаменовало конец целой эпохи. Большинство городов не было восстановлено, за исключением Саламина, который был перестроен и римский император Констанций II, сын Константин I Великий, назвал город Констанция. Этот город был центром Кипрской церкви, основанной апостолом Варнавой и достигшей наивысшего блеска при епископе Епифании. С 431 г. церковь является автокефальной.

## Арабский период
В 650 арабы начали свои нападения на Кипр. Они захватили Констанцию, после чего был заключен мирный договор. Когда арабы вновь вторглись на Кипр, в 688 император Юстиниан II и халиф Абд аль-Малик достигли беспрецедентного соглашения. В течение следующих 300 лет Кипр управлялся совместно арабами и византийцами как кондоминиум, несмотря на почти постоянные войны между двумя сторонами на материке. Но в 958 году войска Византийской империи под командованием Никифора II выбили арабов и захватили весь остров.

## Второй Византийский период
В 1042 году, после низложения императора Михаила V, кипрский губернатор Феофил Эротик попытался воспользоваться наступившим хаосом и поднял восстание, однако Константин IX Мономах, утвердившись на троне, послал войска и вернул остров под контроль империи. В 1092 году последовало ещё одно восстание, но оно также было быстро подавлено.

## Кипрская империя
В 1184 году Исаак Комнин сумел утвердиться в качестве правителя Кипра, отбил атаку византийского флота, и назначил независимого патриарха Кипра, который короновал его как императора. 
В 1191 году невеста и сестра короля Англии Ричарда I Львиное Сердце потерпели кораблекрушение вблизи Кипре, и были захвачены Исааком. В ответ на это Ричард захватил Кипр во время Третьего крестового похода по пути в Иерусалимское королевство.

## Господство крестоносцев
Ричард продал Кипр ордену тамплиеров за 100 тысяч безантов, затем, после того как киприоты восстали против тамплиерского правления, в 1192 году выкупил остров обратно и перепродал бывшему иерусалимскому королю Ги де Лузиньяну, ставшему в результате первым сеньором Кипра. 
Умершему в 1194 году Ги (Гвидо) наследовал его старший брат Амори (Амальрих), который в 1195 году признал над собой сюзеренитет Священной Римской империи и взамен получил от императора Генриха VI титул короля Кипра. 22 сентября 1197 года в Никосии прошла торжественная коронация первого короля Кипра Амори I.
Династия Лузиньянов прервалась в 1267 году, когда прекратилась мужская линия Лузиньянов. Престол перешёл к принцу из антиохийского княжеского дома Гуго III, сыну сестры короля Генриха I Изабеллы и Генриха Антиохийского, сына князя Боэмунда IV.
Наивысшего политического и экономического могущества Кипрское королевство достигло в период правления королей Гуго IV (1324—1358) и Петра I (1358—1369), власть которых распространялась не только на Кипр, но и на часть территории Антальи. Однако последовавшая за убийством Петра I кипро-генуэзская война 1373—1374 годов настолько подорвала экономико-политическое положение королевства, что Кипр полностью лишился какого-либо влияния на внешне-политической арене. Кроме того, что Кипрское королевство потеряло все свои материковые владения, король вынужден был передать генуэзцам главный кипрский торговый порт — Фамагусту.
Аквитано-Норманно-Лузиньянская династия правила до 1489 года. В 1473 году после смерти короля Жака II у него родился сын Жак III, но и он через год умер. С этого времени Кипр попал под власть Венецианской республики. Номинально королевой считалась вдова Жака II Катерина Корнаро, происходившая из знатного венецианского рода. Она завещала Кипр Венеции, которая в 1489 году официально включила остров в состав своих владений.

## Венецианский период
Практически сразу же после перехода Кипра под контроль Венеции на остров начались турецкие набеги. В 1539 году османский флот атаковал и уничтожил Лимасол. Венеция укрепила Никосию, Фамагусту и Кирению, но остальные населённые пункты острова оставались беззащитными.
Султан Селим II, придя в 1566 году к власти, решил захватить Кипр (существует легенда, что причиной этому была любовь пьяницы-султана к хорошему кипрскому вину). Летом 1570 года османские войска высадились на острове. 9 сентября, после 45-дневной осады, пала Никосия, а 1 августа 1571 года капитулировала последняя венецианская крепость на Кипре — Фамагуста. По условиям подписанного в 1573 году мирного договора Венеция отказалась от всех притязаний на Кипр.